# Стари град (Нови Сад)
Стари град (познат и као Центар) најстарији и централни је део Новог Сада. Налази се на бачкој обали Дунава.

## Границе и делови Старог града
Источну границу Старог града чини река Дунав, односно улице Кеј жртава рације и Београдски кеј; северну границу чине улице Милоша Бајића, Трг републике, Даничићева, Златне греде, Николе Пашића, Матице српске, Стеријина, и Хаџић Стевића; западну границу чине улице Темеринска, Јована Суботића, Успенска, Јеврејска и Булевар ослобођења; док јужну границу чини Булевар Цара Лазара.
Суседне градске четврти су: Петроварадин (на истоку, преко Дунава), Подбара (на северу), Салајка, Роткварија и Грбавица (на западу) и Лиман (на југу).
Стари град се дели на стари центар (северно од Булевара Михајла Пупина) и нови центар (јужно од поменутог булевара). У административном смислу, Стари град је подељен у три месне заједнице: МЗ „Стари Град“, МЗ „Соња Маринковић“ и МЗ „Прва војвођанска бригада“.

## Становништво
Према подацима предузећа ЈКП Информатика Нови Сад, на подручју Старог града живи 17.838 становника (2010. година), од чега у МЗ „Стари Град“ 4.153, у МЗ „Соња Маринковић“ 6.162 и у МЗ „Прва војвођанска бригада“ 7.523.  Архивирано на веб-сајту  (20. мај 2010)

## Историја
На локацији Библиотеке Матице српске пронађен је део некрополе из бронзаног доба (2000-950. година п. н. е.).
Између 13. и 17. века, на подручју данашњег Старог града постојало је насеље Бакша (Бакшић). По турским подацима из 1554. године, у Бакшићу су забележене 2 куће које су плаћале порез, док је 1554. године број кућа које су плаћале порез износио 10, а 1590. године 17.
Насеље из кога се развио данашњи Стари град (и Нови Сад) основано је 1694. године. Ово насеље је било познато као Рацка варош или Петроварадински Шанац и налазило се у саставу Подунавске војне границе. Првобитно подручје Петроварадинског Шанца простирало се у северозападном делу данашњег Старог града и југозападном делу данашње Подбаре. До половине 19. века, насеље се углавном ширило према западу, где су формиране нове градске четврти — Роткварија, Салајка и Грбавица, а тек касније се шири према истоку и југу, тако да су неки делови данашњег Старог града новији по настанку од неких суседних градских четврти.
На плану из 1845. године, источну границу градског подручја чиниле су улице Алексе Шантића, Железничка, Народних хероја и Змај Јовина. Значајније ширење центра града према југу и истоку наступило је тек после Првог и Другог светског рата, када Стари град добија данашњу физиономију. Југоисточни део данашњег Старог града у прошлости се називао Мали Лиман, а постојао је и Велики Лиман, који се налазио на подручју данашњег Лимана. Све до почетка тридесетих година 20. века, на Малом Лиману су биле баре, пешчани спрудови, водено биље, врбе и ливаде.
Мали Лиман је обухватао данашњи Дунавски парк и подручје уз Дунав до некадашњег железничког насипа, испод којег су били подвожњаци као саобраћајна веза са Великим Лиманом. Подручје Малог Лимана било је уоквирено Дунавом, Дунавском улицом, Змај Јовином улицом, улицом краља Александра и насипом за железничку пругу (данашњи Булевар цара Лазара). По Малом Лиману се ловила риба из чамаца, а уз Дунав, према Тврђави, постојао је скуп зграда званих Брукшанац, мало утврђење којим се обезбеђивао понтонски мост. Коју стотину метара узводно било је купалиште, с дрвеном зградом на води. Ово купалиште је касније замењено Штрандом. Назив Мали Лиман се сасвим изгубио кад је терен потпуно изграђен и тиме централно градско језгро повезано са Дунавом.
Између 1980. и 1989. године, Стари Град је био једна од седам општина Новог Сада. Ова општина је укључивала Стари град, део Роткварије и део Лимана.
- Средњовековно насеље Бакша на подручју данашњег Старог града (13-16. век)
- Насеље Бакшић на подручју данашњег Старог града током турске управе (16-17. век)
- Стари град 1920. године

## Установе
На подручју Старог града налазе се многе значајне политичке и културне установе.

### Политичке и јавне установе
- Влада Аутономне Покрајине Војводине
- Скупштина Аутономне Покрајине Војводине
- Градска управа Новог Сада
- Скупштина Града Новог Сада
- Месна заједница „Стари Град“
- Месна заједница „Соња Маринковић“
- Месна заједница „Прва војвођанска бригада“
- Окружни суд
- Општински суд
- Окружно јавно тужилаштво
- Општинско јавно тужилаштво

### Културне установе
- Матица српска
- Библиотека Матице српске
- Галерија Матице српске
- Српско народно позориште
- Позориште младих
- Музеј Војводине
- Архив Војводине
- Огранак Српске академије наука и уметности
- Војвођанска академија наука и уметности
- Народна библиотека (Градска библиотека)
- Културни центар Новог Сада
- Телевизија Нови Сад
- Радио Нови Сад
- Музеј савремене ликовне уметности
- Спомен збирка Павла Бељанског
- Поклон збирка Рајка Мамузића
- Позоришни музеј Војводине
- Матица Ашкалија

### Привредне установе
- Развојна банка Војводине

### Образовне установе
- Факултет физичке културе
- Факултет за спорт и туризам
- Виша школа за васпитаче
- Новосадски отворени универзитет
- Гимназија Јован Јовановић Змај
- Гимназија Исидора Секулић
- Гимназија Светозар Марковић
- Средња школа Светозар Милетић (економија, трговина, угоститељство, туризам)
- Средња музичка школа Исидор Бајић
- Средња балетска школа

- Матица српска
- Српско народно позориште
- Телевизија Нови Сад (Радио-телевизија Војводине)
- Развојна банка Војводине

## Значајне грађевине
- Градска кућа
- Зграда бановине
- Владичански двор (седиште бачког владике)
- Спортско-пословни центар СПЕНС
- Стадион Карађорђе (стадион фудбалског клуба Војводина)
- Зграда хотела Војводина
- Танурџићева палата
- Пословни центар „Аполо“ (у оквиру којег се налази градска телевизија ТВ Аполо)

- Бановина — седиште владе АП Војводине
- Градска кућа и Трг слободе
- Спортско-пословни центар СПЕНС
- Стадион Карађорђе

## Верски објекти
- Саборна православна црква
- Успенска православна црква
- Николајевска православна црква
- Католичка црква имена Маријиног (катедрала)
- Унијатска (русинска) црква
- Синагога
- Јерменска црква (порушена 1965. године)

- Саборна православна црква
- Успенска православна црква
- Николајевска православна црква
- Адвентистичка црква
- Адвентистички молитвени дом
- Протестантско-еванђеоска црква (Пентекостна црква)
- Католичка црква имена Маријиног
- Синагога
- Унијатска (русинска) црква

## Улице и саобраћај
Неке од значајнијих улица у Старом граду су:
- Београдски кеј
- Булевар Михајла Пупина
- Булевар ослобођења
- Булевар цара Лазара
- Војвођанских бригада
- Гимназијска
- Дунавска
- Железничка
- Златне греде
- Змај Јовина
- Јеврејска
- Јована Суботића
- Кеј жртава рације
- Краља Александра
- Лазе Телечког
- Максима Горког
- Модене
- Његошева
- Пашићева
- Радничка
- Светозара Милетића
- Стражиловска
- Темеринска
- Успенска
- Шафарикова

Кроз насеље или поред њега пролазе следеће линије градског и приградског саобраћаја: 1, 2, 3, 4, 5, 7, 8, 9, 11А, 11Б, 12, 61, 62 и 64. 